# Les Duettistes
Les Duettistes est une série policière française dont les trois épisodes ont été réalisés respectivement par Alain Tasma, Marc Angelo et Denys Granier-Deferre.

## Synopsis
Le capitaine Le Guirec et le lieutenant Bergerac sont des policiers, venant de la province,  qui sont mutés à Paris au 36 quai des Orfèvres à la brigade criminelle.

## Épisodes
- 1999 : Une dette mortelle, réalisé par Alain Tasma
- 2001 : Jeunes Proies réalisé par Marc Angelo
- 2001 : Le Môme, réalisé par Denys Granier-Deferre

## Fiche technique
- Réalisation : Alain Tasma, Marc Angelo et Denys Granier-Deferre
- Scénario : Alain Robillard
- Date de diffusion :
- Durée : 99 minutes
- Genre : policier

## Distribution
- Zabou Breitman : Lisa Le Guirec
- Bernard Yerlès : Simon Bergerac
- Thierry Hancisse : Garnier
- Jean-Michel Noirey : Langevin
- Julien Courbey : Fernandez
- Éric Métayer : Vanelli
- Caroline Baehr : Stella Garnier
- Marine Helie : Marine
- Jo Prestia : Battista
- Cybèle Villemagne
- Dimitri Storoge
- Louise Monot

## Distinctions
- 2000 : Prix de la Ville de Saint-Tropez pour Zabou Breitman et Bernard Yerlès au Festival de la fiction TV de Saint-Tropez[1]
- 2001 : Meilleure série de 90 minutes pour l'épisode Le Môme au Festival de la fiction TV de Saint-Tropez[2].